# Daphnella axis
Daphnella axis é uma espécie de gastrópode do gênero Daphnella, pertencente à família Raphitomidae.